# Machine Gunner
Machine Gunner  ist ein US-amerikanischer Action-Pornofilm, der von Digital Playground produziert wurde.

## Handlung
Der Film handelt von Soldaten, die einen Auftrag erfüllen müssen. Die Anführerin ist Nikki Ransom. Ihre geheime paramilitärische Einheit hat den Auftrag, den in Ungnade gefallenen Colonel Joe Riggs aufzuspüren und gefangen zu nehmen. Erschwerend kommt hinzu, dass Riggs und Ransom eine gemeinsame Vergangenheit haben, die den Auftrag gefährden könnte. Als Ransoms Truppe von Riggs’ abtrünniger Miliz in einen Hinterhalt gelockt wird, sind sie gezwungen, sich mit Taktiken und einem Arsenal an Schusswaffen durch die feindlichen Linien zu kämpfen, um ihre explosive, mit Schießereien gespickte Mission zu erfüllen.

## Hintergrund und Veröffentlichung
Der Film wurde am 8. Juni 2023 offiziell angekündigt. Regie führte Ricky Greenwood. Als Darsteller konnten unter anderem Kira Noir, die die weibliche Hauptrolle spielt, Kayley Gunner, Nicole Doshi, Luna Star, Scott Nails, Charles Dera und Tommy Pistol rekrutiert werden.
Die erste Szene des Films wurde am 12. Juni 2023 auf der Plattform von Digital Playground veröffentlicht. Die letzten drei Teile des Films wurde im Zwei-Wochen-Rhythmus veröffentlicht, sodass das letzte Stück des Films am 24. Juli erschien. Später wurde der Film auf DVD veröffentlicht. Der Vertrieb erfolgt über Pulse Distribution.
Regisseur Greenwood bezeichnete den Film als ein Tribute an den 2021 verstorbenen Pornofilm-Regisseur Robby D. mit dem er befreundet war. Auch ließ sich Greenwood von Actionfilme der 80er-Jahre beeinflussen.

## Besprechungen
Tod Hunter vergab für AVN.com die bestmögliche Wertung und schrieb, dass der Film die Erinnerungen an die Tage der großen Porno-Blockbuster wecke. Count Sereno besprach den Film für XBIZ ebenfalls positiv und schrieb, dass „Krieg und Sex Hand in Hand gehen.“ Der Rezensent schrieb in seinem Fazit, dass der Film cool und die visuellen Effekt gelungen seien. Der Film scheine allerdings hauptsächlich dank der schauspielerischen Leistung und hob dabei Hauptdarstellerin Kira Noir lobend hervor.

## Auszeichnungen und Nominierungen
Pornodarstellerin Kira Noir erhielt im Rahmen der AVN Awards für ihre Rolle der Nikki Ransom im Januar 2024 eine Auszeichnung als beste Hauptdarstellerin. Darüber hinaus war der Film in elf weiteren Kategorien nominiert.
Bei den XBIZ Awards wurde der Film sechsmal nominiert, erhielt aber keine Auszeichnung.